# Церковь Святых Петра и Павла (Слупск)
Церковь святых апостолов Петра и Павла (пол. Cerkiew Świętych Apostołów Piotra i Pawła) — православная церковь, находящаяся в городе Слупск, Польша. Приход святых Петра и Павла принадлежит к кошалинскому благочинию Вроцлавской и Щецинской епархии Польской православной церкви. Церковь находится на улице Зигмунда Красинского.

## История
Церковь была построена в конце XIX века местной лютеранской общиной в готическом стиле. В мае 1946 года храм был передан православному приходу. Внутри храма находится иконостас XIX века.
В настоящее время приход объединяет около 100 православных семей. В 1993 году был произведён капитальный ремонт храма.